# Leptostylopsis longicornis
Leptostylopsis longicornis är en skalbaggsart som först beskrevs av Fisher 1926.  Leptostylopsis longicornis ingår i släktet Leptostylopsis och familjen långhorningar. Inga underarter finns listade i Catalogue of Life.